# Onyinyechi Zogg
Onyinyechi Salome Zogg (* 3. März 1997 in Bern) ist eine schweizerisch-nigerianische Fussballspielerin.

## Karriere

### Vereine
Die anfängliche Begeisterung für die Leichtathletik im Alter von sechs Jahren wich der Faszination für den Fußball im Alter von elf Jahren, nachdem sie ihre Freundin zum Training begleitet und der seinerzeitige Jugendtrainer des FC Bethlehem ihr Talent entdeckt und sie überzeugt hatte.
Nach drei Jahren wechselte sie in die B-Jugendmannschaft der Femina Kickers Worb und  – nachdem der Trainer der Ersten Mannschaft auf sie aufmerksam wurde – rückte im Alter von 16 Jahren in diese auf und blieb vier Jahre lang Spielerin der Nationalliga B. In der im Frühling 2017 ausgetragenen Aufstiegsrunde mit dem Grasshopper Club Zürich, dem FC Aarau und dem SC Derendingen gelang der Aufstieg jedoch nicht.
Im Alter von 20 Jahren besuchte Zogg das Monroe College in New York City und kam für deren Sport-Team, die Monroe Mustangs, in der Spielzeit 2017 vom 9. September bis zum 23. Oktober in zehn Punktspielen der NJCAA (National Junior Collegiate Athletic Association) zum Einsatz.
Heimweh getrieben und in die Schweiz zurückgekehrt, spielte sie in der Saison 2018/19 nunmehr für YB Frauen – die Frauenfußballabteilung des BSC Young Boys – für die sie in der Nationalliga A 16 Punktspiele bestritt und ein Tor erzielte.
Von 2019 bis 2021 spielte sie für den Ligakonkurrenten FC Zürich, bestritt insgesamt 35 Punktspiele, in denen ihr vier Tore gelangen und belegte mit ihm zweimal den 2. Platz in der Meisterschaft jeweils hinter Servette FC Chênois Féminin. Des Weiteren bestritt sie acht nationale Cupspiele, in denen ihr ein Tor gelang, und jeweils zwei Spiele im Sechzehntelfinale 2019/20 (gegen den FK Minsk) und 2020/21 (gegen den SKN St. Pölten (Frauenfußball))
Nach Frankreich gelangt, bestritt sie dort für den ASJ Soyaux in der Division 1 Féminine alle elf Hinrundenspiele der Saison 2021/22, bevor sie in der Winterpause vom Bundesligisten 1. FFC Turbine Potsdam für die Rückrunde der Saison 2022/23 verpflichtet wurde. Zum Ende der Saison verlässt sie den Verein.
Am 26. Januar 2024 wurde ihre Verpflichtung zur Rückrunde der Saison 2023/24 auf der Website des Servette FC öffentlich. Sie kam in jeweils zwei Punktspielen der regulären Saison und den Meisterschafts-Playoffs zum Einsatz und trug damit dazu bei, dass Servette den Meistertitel erringen konnte. Im Wettbewerb um den Schweizer Cup wurde sie nicht eingesetzt.

### Nationalmannschaft
Zogg debütierte als Nationalspielerin für die Nationalmannschaft Nigerias – auch als „Super Falcons“ bekannt – am 10. Juni 2021 in Houston bei der 0:1-Niederlage gegen die Nationalmannschaft Jamaikas.

## Erfolge
Servette FC
- Schweizer Meister 2024
- Schweizer Cup-Sieger 2024 (ohne Einsatz)

FC Zürich
- Finalist Schweizer Cup 2021